# Sesshō e Kanpaku
No Japão, Sesshō (摂政) era o título dado a um regente nomeado para ajudar um imperador ou uma imperatriz até atingir a idade adulta. O Kampaku (関白) era teoricamente uma espécie de conselheiro-chefe do imperador, mas o título foi designado tanto para o primeiro-secretário como para o regente que ajudava o imperador já adulto. Durante o Período Heian, se tornaram os verdadeiros governantes do Japão. Havia pouca, se existisse alguma, diferença efetiva entre os dois títulos, e vários Sesshōs tiveram alterados títulos para Kampaku quando o Imperador atingia a idade adulta, e vice-versa quando imperadores adultos se aposentavam ou morriam e eram substituídos por imperadores criança. Os dois títulos eram conhecidos coletivamente como Sekkan (摂関), e as famílias que mantinham exclusividade destes títulos eram chamadas Sekkan-ke. Após o Período Heian, o xogunato assumiu o poder.
Um Kampaku aposentado era chamadoTaikō (太閤), e geralmente se refere a Toyotomi Hideyoshi.

## História
Em épocas anteriores, apenas os membros da família imperial poderiam ser nomeado Sesshō. Por exemplo,  que a Imperatriz Jingo foi Sesshō do Imperador Ojin. Historicamente o primeiros Sesshō foi o Príncipe Shotoku que ajudou a Imperatriz Suiko.
O Clã Fujiwara foi o primeiro detentor  dos títulos de Kampaku e Sesshō. Mais precisamente esses títulos foram dados aos Fujiwara de  Hokke (no norte) e seus descendentes.
Em 858, Fujiwara no Yoshifusa tornou Sesshō. Ele foi o primeiro a não pertencer à casa imperial. Em 876 Fujiwara no Mototsune, seu sobrinho e filho adotivo, foi nomeado para o cargo recém-criado de Kampaku.
Depois de Fujiwara no Michinaga e Fujiwara no Yorimichi, somente seus descendentes detinham esses dois títulos. No século XII, os descendentes de Yorimichi haviam formado cinco famílias que eram chamadas Sekke (as cinco casas regentes) : Casa Konoe, Casa Kujō, Casa Ichijō, Casa Takatsukasa  e Casa Nijō. As casas Konoe e Kujō eram descendentes diretos de Yorimichi, através de Fujiwara no Tadamichi. Já outras três casas descendem ou dos Konoe ou dos Kujô. Até a Restauração Meiji em 1868, só houve duas exceções,  Toyotomi Hideyoshi e seu sobrinho Toyotomi Hidetsuguas, no restante os cargos de Kampaku e Sesshō eram dados a um membro das cinco famílias.
O título de Kampaku caiu em desuso por convenção, com a nomeação do primeiro primeiro-ministro do Japão durante a Restauração Meiji. O Imperador Meiji aboliu o cargo em 1872. Hoje, sob a Lei da Casa Imperial, o cargo de Sesshō é restrito à Família Imperial. O Príncipe Hirohito, antes de se tornar Imperador Showa, foi Sesshō entre 1921 e 1926 do Imperador Taishō. Ele foi chamado Sesshō-no-Miya.

## Listagem
A seguir, uma lista de Sesshō e Kampaku na ordem de sucessão. Esta listagem não é exaustiva.
| - Sesshō                   | - Kampaku                 | Mandato   | - Monarca                                                     |
| -------------------------- | ------------------------- | --------- | ------------------------------------------------------------- |
| Princípe Shōtoku           |                           | 593–622   | Imperatriz Suiko                                              |
| Fujiwara no Yoshifusa      |                           | 858–872   | Imperador Seiwa                                               |
| Fujiwara no Mototsune      |                           | 872–880   | Imperador Seiwa, Imperador Yozei                              |
|                            | Fujiwara no Mototsune     | 880–890   | Imperador Yozei, Imperador Koko, Imperador Uda                |
| Fujiwara no Tokihira       |                           | 909       | Imperador Daigo                                               |
| Fujiwara no Tadahira       |                           | 930–941   | Imperador Suzaku                                              |
|                            | Fujiwara no Tadahira      | 941–949   | Imperador Suzaku, Imperador Murakami                          |
|                            | Fujiwara no Saneyori      | 967–969   | Imperador Reizei                                              |
| Fujiwara no Saneyori       |                           | 969–970   | Imperador En'yu                                               |
| Fujiwara no Koretada       |                           | 970–972   | Imperador En'yu                                               |
|                            | Fujiwara no Kanemichi     | 972–977   | Imperador En'yu                                               |
|                            | Fujiwara no Yoritada      | 977–986   | Imperador En'yu, Imperador Kazan                              |
| Fujiwara no Kaneie         |                           | 986–990   | Imperador Ichijo                                              |
|                            | Fujiwara no Kaneie        | 990       | Imperador Ichijo                                              |
|                            | Fujiwara no Michitaka     | 990       | Imperador Ichijo                                              |
| Fujiwara no Michitaka      |                           | 990–993   | Imperador Ichijo                                              |
|                            | Fujiwara no Michitaka     | 993–995   | Imperador Ichijo                                              |
|                            | Fujiwara no Michikane     | 995       | Imperador Ichijo                                              |
| Fujiwara no Michinaga      |                           | 1016–1017 | Imperador Go-Ichijo                                           |
| Fujiwara no Yorimichi      |                           | 1017–1019 | Imperador Go-Ichijo                                           |
|                            | Fujiwara no Yorimichi     | 1019–1068 | Imperador Go-Ichijo, Imperador Go-Suzaku, Imperador Go-Reizei |
|                            | Fujiwara no Norimichi     | 1068–1075 | Imperador Go-Sanjo, Imperador Shirakawa                       |
|                            | Fujiwara no Morozane      | 1075–1086 | Imperador Shirakawa                                           |
| Fujiwara no Morozane       |                           | 1086–1090 | Imperador Horikawa                                            |
|                            | Fujiwara no Morozane      | 1090–1094 | Imperador Horikawa                                            |
|                            | Fujiwara no Moromichi     | 1094–1099 | Imperador Horikawa                                            |
|                            | Fujiwara no Tadazane      | 1105–1107 | Imperador Horikawa                                            |
| Fujiwara no Tadazane       |                           | 1107–1113 | Imperador Toba                                                |
|                            | Fujiwara no Tadazane      | 1113–1121 | Imperador Toba                                                |
|                            | Fujiwara no Tadamichi     | 1121–1123 | Imperador Toba                                                |
| Fujiwara no Tadamichi      |                           | 1123–1129 | Imperador Sutoku                                              |
|                            | Fujiwara no Tadamichi     | 1129–1141 | Imperador Sutoku                                              |
| Fujiwara no Tadamichi      |                           | 1141–1150 | Imperador Konoe                                               |
|                            | Fujiwara no Tadamichi     | 1150–1158 | Imperador Konoe, Imperador Go-Shirakawa                       |
|                            | Konoe Motozane            | 1158–1165 | Imperador Nijo                                                |
| Konoe Motozane             |                           | 1165–1166 | Imperador Rokujo                                              |
| Fujiwara no Motofusa       |                           | 1166–1172 | Imperador Rokujo, Imperador Takakura                          |
|                            | Fujiwara no Motofusa      | 1172–1179 | Imperador Takakura                                            |
|                            | Konoe Motomichi           | 1179–1180 | Imperador Takakura                                            |
| Konoe Motomichi            |                           | 1180–1183 | Imperador Antoku                                              |
| Matsudono Moroie           |                           | 1183–1184 | Imperador Antoku                                              |
| Konoe Motomichi            |                           | 1184–1186 | Imperador Antoku, Imperador Go-Toba                           |
| Kujō Kanezane              |                           | 1186–1191 | Imperador Go-Toba                                             |
|                            | Kujō Kanezane             | 1191–1196 | Imperador Go-Toba                                             |
|                            | Konoe Motomichi           | 1196–1198 | Imperador Tsuchimikado                                        |
| Konoe Motomichi            |                           | 1198–1202 | Imperador Tsuchimikado                                        |
| Kujō Yoshitsune            |                           | 1202–1206 | Imperador Tsuchimikado                                        |
| Konoe Iezane               |                           | 1206      | Imperador Tsuchimikado                                        |
|                            | Konoe Iezane              | 1206–1221 | Imperador Tsuchimikado, Imperador Juntoku                     |
| Kujō Michiie               |                           | 1221      | Imperador Chukyo                                              |
| Konoe Iezane.              |                           | 1221–1223 | Imperador Go-Horikawa                                         |
|                            | Konoe Iezane              | 1223–1228 | Imperador Go-Horikawa                                         |
|                            | Kujō Michiie              | 1228–1231 | Imperador Go-Horikawa                                         |
| Kujō Norizane              |                           | 1231–1232 | Imperador Go-Horikawa                                         |
| Kujō Norizane              |                           | 1232–1235 | Imperador Shijo                                               |
| Kujō Michiie               |                           | 1235–1237 | Imperador Shijo                                               |
| Konoe Kanetsune            |                           | 1237–1242 | Imperador Shijo                                               |
|                            | Konoe Kanetsune           | 1242      | Imperador Go-Saga                                             |
|                            | Nijō Yoshizane            | 1242–1246 | Imperador Go-Saga                                             |
|                            | Ichijō Sanetsune          | 1246      | Imperador Go-Saga                                             |
| Ichijō Sanetsune           |                           | 1246–1247 | Imperador Go-Fukakusa                                         |
| Konoe Kanetsune            |                           | 1247–1252 | Imperador Go-Fukakusa                                         |
| Takatsukasa Kanehira       |                           | 1252–1254 | Imperador Go-Fukakusa                                         |
|                            | Takatsukasa Kanehira      | 1254–1261 | Imperador Go-Fukakusa, Imperador Kameyama                     |
|                            | Nijō Yoshizane            | 1261–1265 | Imperador Kameyama                                            |
|                            | Ichijō Sanetsune          | 1265–1267 | Imperador Kameyama                                            |
|                            | Konoe Motohira            | 1267–1268 | Imperador Kameyama                                            |
|                            | Takatsukasa Mototada      | 1268–1273 | Imperador Kameyama                                            |
|                            | Kujō Tadaie               | 1273–1274 | Imperador Kameyama                                            |
| Kujō Tadaie                |                           | 1274      | Imperador Go-Uda                                              |
| Ichijō Ietsune             |                           | 1274–1275 | Imperador Go-Uda                                              |
| Takatsukasa Kanehira       |                           | 1275–1278 | Imperador Go-Uda                                              |
|                            | Takatsukasa Kanehira      | 1278–1287 | Imperador Go-Uda                                              |
|                            | Nijō Morotada             | 1287–1289 | Imperador Go-Uda, Imperador Fushimi                           |
|                            | Konoe Iemoto              | 1289–1291 | Imperador Fushimi                                             |
|                            | Kujō Tadanori             | 1291–1293 | Imperador Fushimi                                             |
|                            | Konoe Iemoto              | 1293–1296 | Imperador Fushimi                                             |
|                            | Takatsukasa Kanetada      | 1296–1298 | Imperador Fushimi                                             |
| Takatsukasa Kanetada       |                           | 1298      | Imperador Go-Fushimi                                          |
| Nijō Kanemoto              |                           | 1298–1300 | Imperador Go-Fushimi                                          |
|                            | Nijō Kanemoto             | 1300–1305 | Imperador Go-Fushimi, Imperador Go-Nijo                       |
|                            | Kujō Moronori             | 1305–1308 | Imperador Go-Nijo                                             |
| Kujō Moronori              |                           | 1308      | Imperador Hanazono                                            |
| Takatsukasa Fuyuhira       |                           | 1308–1311 | Imperador Hanazono                                            |
|                            | Takatsukasa Fuyuhira      | 1311–1313 | Imperador Hanazono                                            |
|                            | Konoe Iehira              | 1313–1315 | Imperador Hanazono                                            |
|                            | Takatsukasa Fuyuhira      | 1315–1316 | Imperador Hanazono                                            |
|                            | Nijō Michihira            | 1316–1318 | Imperador Hanazono, Imperador Go-Daigo                        |
|                            | Ichijō Uchitsune          | 1318–1323 | Imperador Go-Daigo                                            |
|                            | Kujō Fusazane             | 1323–1324 | Imperador Go-Daigo                                            |
|                            | Takatsukasa Fuyuhira      | 1324–1327 | Imperador Go-Daigo                                            |
|                            | Nijō Michihira            | 1327–1330 | Imperador Go-Daigo                                            |
|                            | Konoe Tsunetada           | 1330      | Imperador Go-Daigo                                            |
|                            | Takatsukasa Fuyunori      | 1330–1333 | Imperador Go-Daigo, Imperador Kōgon                           |
|                            | Konoe Tsunetada           | 1336–1337 | Imperador Kōmyō                                               |
|                            | Konoe Mototsugu           | 1337–1338 | Imperador Kōmyō                                               |
|                            | Ichijō Tsunemichi         | 1338–1342 | Imperador Kōmyō                                               |
|                            | Kujō Michinori            | 1342      | Imperador Kōmyō                                               |
|                            | Takatsukasa Morohira      | 1342–1346 | Imperador Kōmyō                                               |
|                            | Nijō Yoshimoto            | 1346–1358 | Imperador Kōmyō, Imperador Sukō, Imperador Go-Kōgon           |
|                            | Kujō Tsunenori            | 1358–1361 | Imperador Go-Kōgon                                            |
|                            | Konoe Michitsugo          | 1361–1363 | Imperador Go-Kōgon                                            |
|                            | Nijō Yoshimoto            | 1363–1367 | Imperador Go-Kōgon                                            |
|                            | Takatsukasa Fuyumichi     | 1367–1369 | Imperador Go-Kōgon                                            |
|                            | Nijō Moroyoshi            | 1369–1375 | Imperador Go-Kōgon, Imperador Go-En'yū                        |
|                            | Kujō Tadamoto             | 1375–1379 | Imperador Go-En'yū                                            |
|                            | Nijō Morotsugu            | 1379–1382 | Imperador Go-En'yū                                            |
| Nijō Yoshimoto             |                           | 1382–1388 | Imperador Go-Komatsu                                          |
| Konoe Kanetsugu            |                           | 1388      | Imperador Go-Komatsu                                          |
| Nijō Yoshimoto             |                           | 1388      | Imperador Go-Komatsu                                          |
|                            | Nijō Yoshimoto            | 1388      | Imperador Go-Komatsu                                          |
|                            | Nijō Morotsugu            | 1388–1394 | Imperador Go-Komatsu                                          |
|                            | Ichijō Tsunetsugu         | 1394–1398 | Imperador Go-Komatsu                                          |
|                            | Nijō Morotsugu            | 1398–1399 | Imperador Go-Komatsu                                          |
|                            | Ichijō Tsunetsugu         | 1399–1408 | Imperador Go-Komatsu                                          |
|                            | Konoe Tadatsugu           | 1408–1409 | Imperador Go-Komatsu                                          |
|                            | Nijō Mitsumoto            | 1409–1410 | Imperador Go-Komatsu                                          |
|                            | Ichijō Tsunetsugu         | 1410–1418 | Imperador Go-Komatsu, Imperador Shoko                         |
|                            | Kujō Mitsuie              | 1418–1424 | Imperador Shoko                                               |
|                            | Nijō Mochimoto            | 1424–1428 | Imperador Shoko                                               |
| Nijō Mochimoto             |                           | 1428–1432 | Imperador Go-Hanazono                                         |
| Ichijō Kaneyoshi           |                           | 1432      | Imperador Go-Hanazono                                         |
| Nijō Mochimoto             |                           | 1432–1433 | Imperador Go-Hanazono                                         |
|                            | Nijō Mochimoto            | 1433–1445 | Imperador Go-Hanazono                                         |
|                            | Konoe Fusatsugu           | 1445–1447 | Imperador Go-Hanazono                                         |
|                            | Ichijō Kaneyoshi          | 1447–1453 | Imperador Go-Hanazono                                         |
|                            | Nijō Mochimichi           | 1453–1454 | Imperador Go-Hanazono                                         |
|                            | Takatsukasa Fusahira      | 1454–1455 | Imperador Go-Hanazono                                         |
|                            | Nijō Mochimichi           | 1455–1458 | Imperador Go-Hanazono                                         |
|                            | Ichijō Norifusa           | 1458–1463 | Imperador Go-Hanazono                                         |
|                            | Nijō Mochimichi           | 1463–1467 | Imperador Go-Hanazono, Imperador Go-Tsuchimikado              |
|                            | Ichijō Kaneyoshi          | 1467–1470 | Imperador Go-Tsuchimikado                                     |
|                            | Nijō Masatsugu            | 1470–1476 | Imperador Go-Tsuchimikado                                     |
|                            | Kujō Masamoto             | 1476–1479 | Imperador Go-Tsuchimikado                                     |
|                            | Konoe Masaie              | 1479–1483 | Imperador Go-Tsuchimikado                                     |
|                            | Takatsukasa Masahira      | 1483–1487 | Imperador Go-Tsuchimikado                                     |
|                            | Kujō Masatada             | 1487–1488 | Imperador Go-Tsuchimikado                                     |
|                            | Ichijō Fuyura (Fuyuyoshi) | 1488–1493 | Imperador Go-Tsuchimikado                                     |
|                            | Konoe Hisamichi           | 1493–1497 | Imperador Go-Tsuchimikado                                     |
|                            | Nijō Hisamoto             | 1497      | Imperador Go-Tsuchimikado                                     |
|                            | Ichijō Fuyura             | 1497–1501 | Imperador Go-Tsuchimikado, Imperador Go-Kashiwabara           |
|                            | Kujō Hisatsune            | 1501–1513 | Imperador Go-Kashiwabara                                      |
|                            | Konoe Hisamichi           | 1513–1514 | Imperador Go-Kashiwabara                                      |
|                            | Takatsukasa Kanesuke      | 1514–1518 | Imperador Go-Kashiwabara                                      |
|                            | Nijō Korefusa             | 1518–1525 | Imperador Go-Kashiwabara                                      |
|                            | Konoe Taneie              | 1525–1533 | Imperador Go-Kashiwabara, Imperador Go-Nara                   |
|                            | Kujō Tanemichi            | 1533–1534 | Imperador Go-Nara                                             |
|                            | Nijō Korefusa             | 1534–1536 | Imperador Go-Nara                                             |
|                            | Konoe Taneie              | 1536–1542 | Imperador Go-Nara                                             |
|                            | Takatsukasa Tadafuyu      | 1542–1545 | Imperador Go-Nara                                             |
|                            | Ichijō Fusamichi          | 1545–1548 | Imperador Go-Nara                                             |
|                            | Nijō Haruyoshi            | 1548–1553 | Imperador Go-Nara                                             |
|                            | Ichijō Kanefuyu           | 1553–1554 | Imperador Go-Nara                                             |
|                            | Konoe Sakihisa            | 1554–1568 | Imperador Go-Nara, Imperador Ogimachi                         |
|                            | Nijō Haruyoshi            | 1568–1578 | Imperador Ōgimachi                                            |
|                            | Kujō Kanetaka             | 1578–1581 | Imperador Ogimachi                                            |
|                            | Ichijō Uchimoto           | 1581–1585 | Imperador Ogimachi                                            |
|                            | Nijō Akizane              | 1585      | Imperador Ōgimachi                                            |
|                            | Toyotomi Hideyoshi        | 1585–1591 | Imperador Ogimachi, Imperador Go-Yozei                        |
|                            | Toyotomi Hidetsugu        | 1591–1595 | Imperador Go-Yozei                                            |
|                            | Kujō Kanetaka             | 1600–1604 | Imperador Go-Yozei                                            |
|                            | Konoe Nobutada            | 1605–1606 | Imperador Go-Yozei                                            |
|                            | Takatsukasa Nobufusa      | 1606–1608 | Imperador Go-Yozei                                            |
|                            | Kujō Yukiie               | 1608–1612 | Imperador Go-Yōzei, Imperador Go-Mizunoo                      |
|                            | Takatsukasa Nobuhisa      | 1612–1615 | Imperador Go-Mizunoo                                          |
|                            | Nijō Akizane              | 1615–1619 | Imperador Go-Mizunoo                                          |
|                            | Kujō Yukiie               | 1619–1623 | Imperador Go-Mizunoo                                          |
|                            | Konoe Nobuhiro            | 1623–1629 | Imperador Go-Mizunoo                                          |
|                            | Ichijō Akiyoshi           | 1629      | Imperador Go-Mizunoo                                          |
| Ichijō Akiyoshi            |                           | 1629–1635 | Imperatriz Meisho                                             |
| Nijō Yasumichi             |                           | 1635–1647 | Imperatriz Meisho, Imperador Go-Komyo                         |
| Kujō Michifusa             |                           | 1647      | Imperador Go-Komyo                                            |
| Ichijō Akiyoshi            |                           | 1647      | Imperador Go-Komyo                                            |
|                            | Ichijō Akiyoshi           | 1647–1651 | Imperador Go-Komyo                                            |
|                            | Konoe Hisatsugu           | 1651–1653 | Imperador Go-Komyo                                            |
|                            | Nijō Mitsuhira            | 1653–1663 | Imperador Go-Komyo, Imperador Go-Sai                          |
| Nijō Mitsuhira             |                           | 1663–1664 | Imperador Reigen                                              |
| Takatsukasa Fusasuke       |                           | 1664–1668 | Imperador Reigen                                              |
|                            | Takatsukasa Fusasuke      | 1668–1682 | Imperador Reigen                                              |
|                            | Ichijō Kaneteru           | 1682–1687 | Imperador Reigen                                              |
| Ichijō Kaneteru            |                           | 1687–1689 | Imperador Higashiyama                                         |
|                            | Ichijō Kaneteru           | 1689–1690 | Imperador Higashiyama                                         |
|                            | Konoe Motohiro            | 1690–1703 | Imperador Higashiyama                                         |
|                            | Takatsukasa Kanehiro      | 1703–1707 | Imperador Higashiyama                                         |
|                            | Konoe Iehiro              | 1707–1709 | Imperador Higashiyama                                         |
| Konoe Iehiro               |                           | 1709–1712 | Imperador Nakamikado                                          |
| Kujō Sukezane              |                           | 1712–1716 | Imperador Nakamikado                                          |
|                            | Kujō Sukezane             | 1716–1722 | Imperador Nakamikado                                          |
|                            | Nijō Tsunahira            | 1722–1726 | Imperador Nakamikado                                          |
|                            | Konoe Iehisa              | 1726–1736 | Imperador Nakamikado, Imperador Sakuramachi                   |
|                            | Nijō Yoshitada            | 1736–1737 | Imperador Sakuramachi                                         |
|                            | Ichijō Kaneka             | 1737–1746 | Imperador Sakuramachi                                         |
|                            | Ichijō Michika            | 1746–1747 | Imperador Sakuramachi                                         |
| Ichijō Michika             |                           | 1747–1755 | Imperador Momozono                                            |
|                            | Ichijō Michika            | 1755–1757 | Imperador Momozono                                            |
|                            | Konoe Uchisaki            | 1757–1762 | Imperador Momozono                                            |
| Konoe Uchisaki             |                           | 1762–1772 | Imperatriz Go-Sakuramachi, Imperador Go-Momozono              |
|                            | Konoe Uchisaki            | 1772–1778 | Imperador Go-Momozono                                         |
|                            | Kujō Naozane              | 1778–1779 | Imperador Go-Momozono                                         |
| Kujō Naozane               |                           | 1779–1785 | Imperador Kokaku                                              |
|                            | Kujō Naozane              | 1785–1787 | Imperador Kokaku                                              |
|                            | Takatsukasa Sukehira      | 1787–1791 | Imperador Kokaku                                              |
|                            | Ichijō Teruyoshi          | 1791–1795 | Imperador Kokaku                                              |
|                            | Takatsukasa Masahiro      | 1795–1814 | Imperador Kokaku                                              |
|                            | Ichijō Tadayoshi          | 1814–1823 | Imperador Kokaku, Imperador Ninko                             |
|                            | Takatsukasa Masamichi     | 1823–1856 | Imperador Ninko, Imperador Kōmei                              |
|                            | Kujō Hisatada             | 1856–1862 | Imperador Kōmei                                               |
|                            | Konoe Tadahiro            | 1862–63   | Imperador Kōmei                                               |
|                            | Takatsukasa Sukehiro      | 1863      | Imperador Kōmei                                               |
|                            | Nijō Nariyuki             | 1863–66   | Imperador Kōmei                                               |
| Nijō Nariyuki              |                           | 1867      | Imperador Meiji                                               |
| Príncipe da Coroa Hirohito |                           | 1921–26   | Imperador Taishō                                              |